# Буринское муниципальное образование
Буринское муниципальное образование — упразднённое сельское поселение в Зиминском районе Иркутской области России.
Административный центр — посёлок Буря. 
Образовано в 2004 году. Упразднено в 2022 году и включено в Кимильтейское сельское поселение.

## Население
| 2010 | 2011 | 2012 | 2013 | 2014 | 2015 | 2016 |
| ---- | ---- | ---- | ---- | ---- | ---- | ---- |
| 585  | →585 | ↗599 | ↗602 | ↘580 | ↘565 | ↘544 |
| 2017 |      |      |      |      |      |      |
| ↘525 |      |      |      |      |      |      |

По результатам Всероссийской переписи населения 2010 года
численность населения муниципального образования составила 585 человек, в том числе 299 мужчин и 286 женщин.

## Населённые пункты
В состав сельского поселения входили 3 населённых пункта:
| № | Населённый пункт | Тип     | Население |
| - | ---------------- | ------- | --------- |
| 1 | Буря             | село    | ↘217      |
| 2 | Кундулун         | село    | ↗113      |
| 3 | Черемшанка       | деревня | ↗269      |

Исчезнувшие населённые пункты:
- Улус 2-й
- Медведевский (Медвежка)
- Крюковский (Крюково)
- Мостовой
- Курликовский (Курлик)
- Минский (Минск)
- Качегир
- Смуглый
- Сборный[11][12]